# Brug 517
Brug 517 is een houten civiel kunstwerk in het Amsterdamse Bos in de Nederlandse gemeente Amstelveen.
De brug is gelegen aan het zuidwesteind van de Bosbaan ten oosten van de Nieuwe Meerlaan richting openluchttheater. Ze maakt deel uit van een wandel- en fietsroute waarin ook de brug 514 ligt.
De brug maakt deel uit van een verzameling bruggen die architect Piet Kramer van de Dienst der Publieke Werken voor het Amsterdamse Bos ontwierp. Het is een van de vele variaties binnen zijn houten bruggen voor het bos, die veel gelijkenis vertonen, maar allemaal verschillend zijn. De bruggen 517, 518 en 523 vormen binnen die grote groep weer een kleiner groep vanwege onderlinge gelijkenissen. Deze drie houten bruggen hebben alle leuningen en balustrades die wit zijn uitgevoerd met op de hoofdbalusters rode kapjes. Brug 517 is daarbij uitgevoerd als twee bruggen met een aparte overspanning voor voetgangers en fietsers, de twee bruggen hebben wel gezamenlijke landhoofden (518 en 523 zijn enkele bruggen met voet- en fietspad op verschillende niveaus). Van brug 517 zijn de einden van de leuningen dubbel afgerond uitgevoerd en ook de rode kapjes zijn rond. De twee leuningenstroken zijn van verschillende grootte en lengte (onder dik en lang, boven dun en kort). De houten brugdekken worden gedragen door stalen liggers. De landhoofden zijn opgebouwd uit zware houten pijlers. De bruggen dateren uit 1937/8.
In 1999 werden alle bruggen in het Amsterdamse Bos door MTD Landschapsarchitecten in opdracht van de gemeente onderzocht op hun cultureel belang. Zij constateerden voor brug 517 dat het voor het bos een waardevolle brug was vanwege:
- de witte kleur accentueert de bruggen binnen de omgeving
- ze markeert de scheiding tussen open ruimte en bos
- er is eenheid in houten dek en leuningen
- er zijn karakteristieke houtverbindingen toegepast.

Amstelveen benoemde de brug in 2003 tot gemeentelijk monument op basis van onder meer bovenstaande kenmerken. Bovendien gaven zij aan dat een deel van monumentverklaring stoelde op het feit dat het de enige in hout uitgevoerd dubbele brug in het park is.

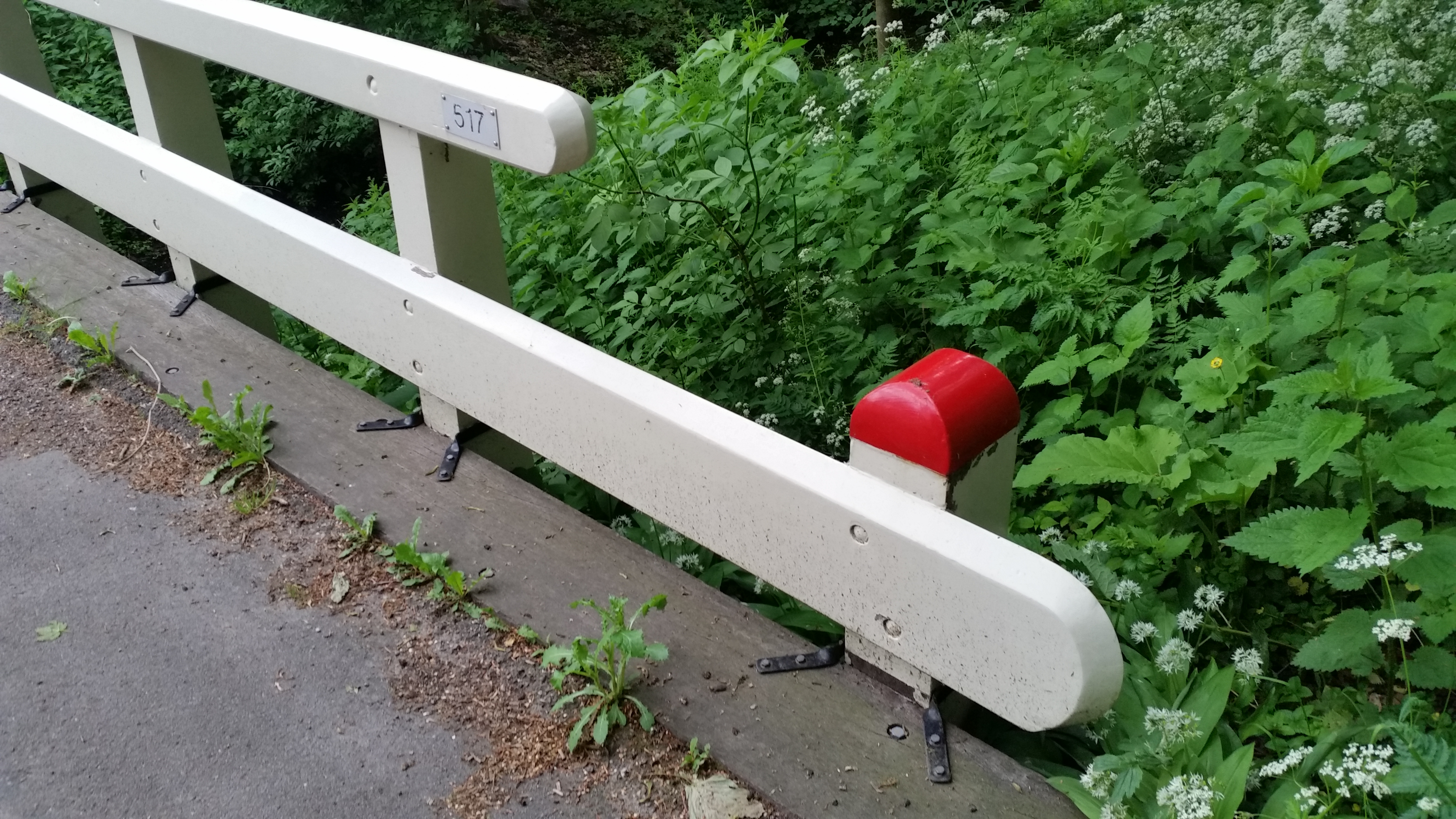
Dubbel afgeronde leuningen, boven kort en dun, onder lang en breed met rood rond kapjes (mei 2019)

<<< · 500 · 501 ·  503 · 504 · 505 · 506 · 507 · 508 · 509 · 510 · 511 · 512 · 513 · 514 · 515 · 516 · 517 · 518 · 519 · 520 · 521 · 522 · 523 · 525 · 526 · 527 · 528 · 530 · 531 · 532 · 533 · 534 · 535 · 536 · 537 · 538 · 539 · 540 · 541 · 542 · 543 · 544 · 545 · 546 · 547 · 548 · 549 · 550 · 551 · 552 · 553 · 554 · 555 · 556 · 557 · 558 · 559 · 560 · 561 · 562 · 563 · 564 · 565 · 566 · 567 · 569 · 571 · 572 · 573 · 575 · 577 · 578 · 580 · 581 · 582 · 583 · 584 · 586 · 587 · 589 · 590 · 591 · 592 · 593 · 594 · >>>
Brugnummers 502, 524, 529, 568, 570, 574, 576, 579, 585, 588, 595, 596, 597, 598, 599 zijn niet (meer) vergeven.